# Kasteel Ammersoyen
Kasteel Ammersoyen is een kasteel in Ammerzoden, in de Bommelerwaard in het westen van de Nederlandse provincie Gelderland. Het kasteel ligt ten noorden van de dorpskern en tevens, aangezien het dorp vooral in westelijke richting is uitgebreid, aan de rand van Ammerzoden. Kasteel Ammersoyen heeft in de geschiedenis van Ammerzoden een belangrijke rol gespeeld.

## Geschiedenis

### Tot de 19e eeuw
De bouwdatum van het kasteel is onbekend. Maar in het jaar 1026 (21 juli) wordt reeds gesproken over een heerlijkheid in een oorkonde van vrouwe Berta. Rothardus 'de Ambersoi' en zijn broer Wiricus voerden toen het bewind. In een document uit 1196 wordt gesproken van 'Ambershoye'. In 1286 was Johan van Harlaer heer van Ammerzoden. Zijn nakomelingen droegen de heerlijkheid ongeveer een eeuw later over aan Arnold van Hoemen, de heer van Middelaar. De eerste zekere vermelding van het huidige kasteel zelf dateert uit 1354 toen Arent van Ammersoyen het via overerving verwierf.
Het is een van de best bewaarde middeleeuwse waterburchten in Nederland. De oorspronkelijke opzet door een Van Herlaer van omstreeks 1300 is goed behouden, ondanks verbouwingen in de 17e eeuw. Ammersoyen is met zijn vierkante plattegrond met vier hoektorens een voorbeeld van het door graaf Floris V geïntroduceerde kasteeltype. Dit type is wegens de goede verdedigbaarheid vaker toegepast. Uitzonderlijk is dat Ammersoyen als een geheel is gebouwd, terwijl de meeste middeleeuwse kastelen in verschillende bouwperioden door uitbreiding en aanbouw tot stand kwamen. Bij de bouw lag het kasteel in of aan de Maas, maar snel daarna, in 1354, veranderde de loop van die rivier. De hoofdburcht van Ammersoyen is sindsdien bijna altijd omringd geweest door een gracht, evenals de voorburcht.
In 1386 veroverde Willem van Gelre het kasteel na een kort beleg nadat Arent van Hoemen, die met zijn heerlijkheid schatplichtig was aan Gelre, de kant van zijn tegenstandster Johanna van Brabant had gekozen. Willem liet het na aan zijn bastaardzoon Johan. In de 15e eeuw verwisselde het kasteel verschillende malen van handen: in 1405 verwierf de broer van Willem van Gulik (graaf van Gelre) Reinoud IV van Gelre het kasteel, die het overdeed aan zijn bastaardzoon Willem van Wachtendonk, die het in 1424 verkocht aan Johan van Broeckhuysen (-1442), die een slotkapel liet bouwen in het kasteel.
Via overerving en een huwelijk met Johans achterkleindochter Walravina van Broeckhuysen werd het kasteel in 1494 verkocht aan Otto van Arkel. Een belegering in 1513 door Habsburgse troepen richtte schade aan (die waarschijnlijk daarna weer door de Van Arkels werd hersteld), maar een zwaarder lot trof Ammersoyen in 1590, toen brand het kasteel zwaar teisterde. Heer George van Arkel kwam hierbij om het leven en zijn weduwe had slechts geld voor een gedeeltelijk herstel onder leiding van George's zoon Otto van Arkel. Pas na het einde van de Tachtigjarige Oorlog werd tot algeheel herstel overgegaan. Twee gevelstenen met de jaartallen 1648 en 1667 maken duidelijk dat de herbouw in die periode plaatsvond. Opvallend daarbij is dat Thomas Walraven van Arkel, de toenmalige kasteelheer, Ammersoyen in middeleeuwse stijl herstelde. Het kasteel kreeg weer zijn oorspronkelijke contouren, maar het interieur werd aangepast aan de eisen die in de 17e eeuw aan comfort werden gesteld. In het rampjaar 1672 wist de familie het kasteel te sparen voor plunderende Franse soldaten door hen een grote som geld te betalen. In 1693 stierf de familie Van Arkel echter uit en kregen achtereenvolgens de families van Lichtervelde, Van Vilsteren, De Ribaucourt en De Woëlmont Ammersoyen het kasteel in bezit, maar bewoonden het allen slechts zelden of helemaal niet. Arthur baron de Woëlmont, die vanaf 1856 heer van Ammersoyen was, liet het interieur van het kasteel geheel in de geest van zijn tijd aanpassen in neogotische stijl. Hij verkocht geleidelijk zijn bezittingen. Op 31 januari 1873 verkocht hij het kasteel met de resterende delen van de heerlijkheid aan de katholieke parochie te Ammerzoden. Het kasteel werd in 1876 in gebruik genomen als klooster door de orde der Clarissen.

### Het kasteel als klooster

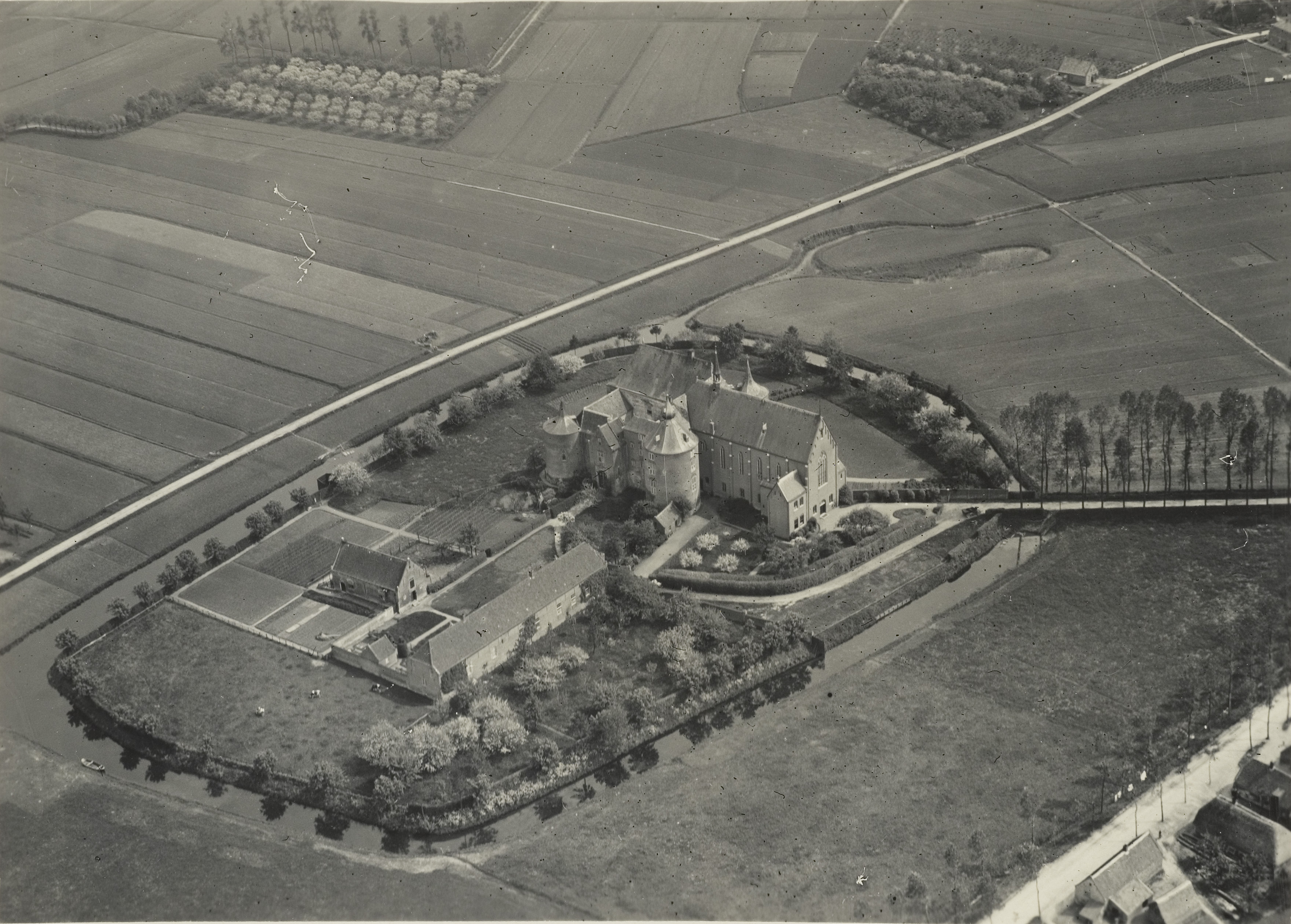
Het kasteel tussen 1920 en 1940

In 1876 werd Ammersoyen zo het tweede clarissenklooster in Nederland. Omstreeks 1893 hebben de clarissen de gracht rond het kasteel laten dempen, om zo de aanbouw van een kapel aan de westzijde van het kasteel mogelijk te maken. Door het dempen van de gracht werd een veilige deken uitgespreid over alle voorwerpen die vanaf de 14e eeuw in het water waren beland.
In 1944-1945 liep het kasteel zware oorlogsschade op. De zusters vertrokken hierop naar Hoogcruts.

### Naoorlogse restauratie
In 1957 kwam het Kasteel Ammersoyen in bezit van de Stichting Vrienden der Geldersche Kasteelen. In 1959 ging de restauratie van start, die zestien jaar duurde.
Tijdens de restauratie werden niet alleen de middeleeuwse muurtrappen teruggevonden, maar ook lampnissen, schouwen, balkgaten, schietsleuven, een waterput en vele secreten of muur-wc’s. Er waren nog zoveel details aanwezig, dat het mogelijk bleek de middeleeuwse vormen bij de restauratie voorrang te geven. De ridderzaal en de kemenade (het vrouwenvertrek) kregen hun oorspronkelijke verdiepingshoogte terug. In beide vertrekken werd een schouw gereconstrueerd. De 17e-eeuwse trap afkomstig uit de ridderzaal, werd verplaatst naar de hal in de westvleugel. In de 17e-eeuwse schouw in de torenkamer van de noordwestelijke toren keerde na een afwezigheid van 123 jaar het oorspronkelijke schoorsteenstuk terug, dat kon worden aangekocht van de nazaten van Arthur baron de Woëlmont. Dit portret uit 1651 door Theodoor van Thulden stelt mogelijk Anna van Renesse voor, de moeder van Ferdinand de Lichtervelde die van 1654 tot 1711 kasteelheer was. Van de neogotische versieringen die De Woëlmont liet aanbrengen is alleen iets bewaard gebleven in de verbinding tussen de noordwestelijke vleugel en het poortgebouw.
Bij de herinrichting is ernaar gestreefd om met eenvoudige middelen een bewoonde sfeer te scheppen. Familieportretten, in bruikleen van de Brantsen van de Zyp Stichting, spelen hierbij een belangrijke rol.
Tijdens deze restauratie is de opvulling van de gracht die de kloosterzusters hadden laten aanbrengen verwijderd. De grond is voorzichtig uitgegraven en minutieus gezeefd. Daarbij kwam een enorme hoeveelheid vondsten uit vijf eeuwen tevoorschijn. Dit vondstcomplex behoort tot de grootste van Nederland. Het grootste gedeelte van het aardewerk werd in scherven teruggevonden. Maar er zijn ook complete objecten aangetroffen, waarmee op de bovenverdieping van het kasteel een expositie is ingericht. De objecten van aardewerk, steengoed, glas, zilver, brons en tin zijn alle op Ammersoyen gebruikt en geven een beeld van de voedselbereiding, eten en drinken, verlichting en verwarming, kleding, schoeisel, religie, strijd en kinderspelen op het kasteel.
Op de voorburcht tegenover het kasteel ligt aan de voet van de keermuur een kleine formele tuin, die in 1975 is aangelegd naar ontwerp van mevrouw Liesbeth Canneman-Philipse. In de door geschoren buxushaagjes gevormde vakken bloeien jaarlijks heliotroop, zilverblad, lavendel, margrieten en roze begonia's. Tegen de keermuur staan fraaie leibomen: moerbei, kweepeer, vijg en peer. Aan de oostzijde van de voorburcht lagen vroeger de moestuin en vaste plantentuin. Op het gedeelte tussen de binnen- en de buitengracht en langs de oprijlaan liggen gazons.
Bij het begin van de kasteelbrug staat een uitzonderlijk grote mispel. Deze in Nederland zeldzame soort komt bijna alleen in Twente, in de omgeving van Winterswijk en in Zuid-Limburg voor. De hoge struik, waarvan de vruchten na een gistingsproces van enkele maanden eetbaar zijn, komt van oorsprong uit Zuidwest-Azië en Zuidoost-Europa. De Romeinen hebben de struik in Nederland geïntroduceerd. De graven van Gelre voeren de mispelbloem in hun wapenschild. De ‘Gelderse Roos’ die in het logo van Geldersch Landschap staat is eigenlijk ook een mispel. Wie de mispel in bloei wil zien moet goed opletten: de struik bloeit één week in de eerste helft van mei.
Het kasteel met bijgebouwen en de dubbele gracht worden als eenheid in stand gehouden. De bezoeker krijgt op Ammersoyen een goed beeld van een middeleeuws kasteel, waarbij de grachtvondsten het dagelijks leven illustreren.

## Gebruik
Tot de opheffing van de gemeente Ammerzoden in 1999 was een deel van het kasteel in gebruik als gemeentehuis. Het kasteel is voor bezichtiging opengesteld, zo worden er rondleidingen gegeven en vinden er verschillende evenementen plaats. Ook is het mogelijk huwelijksvoltrekkingen, feesten, vergaderingen en dergelijke plaats te laten vinden.

## Afbeeldingen

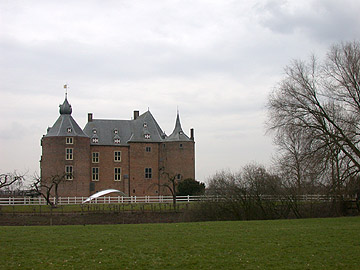
Westaanzicht.
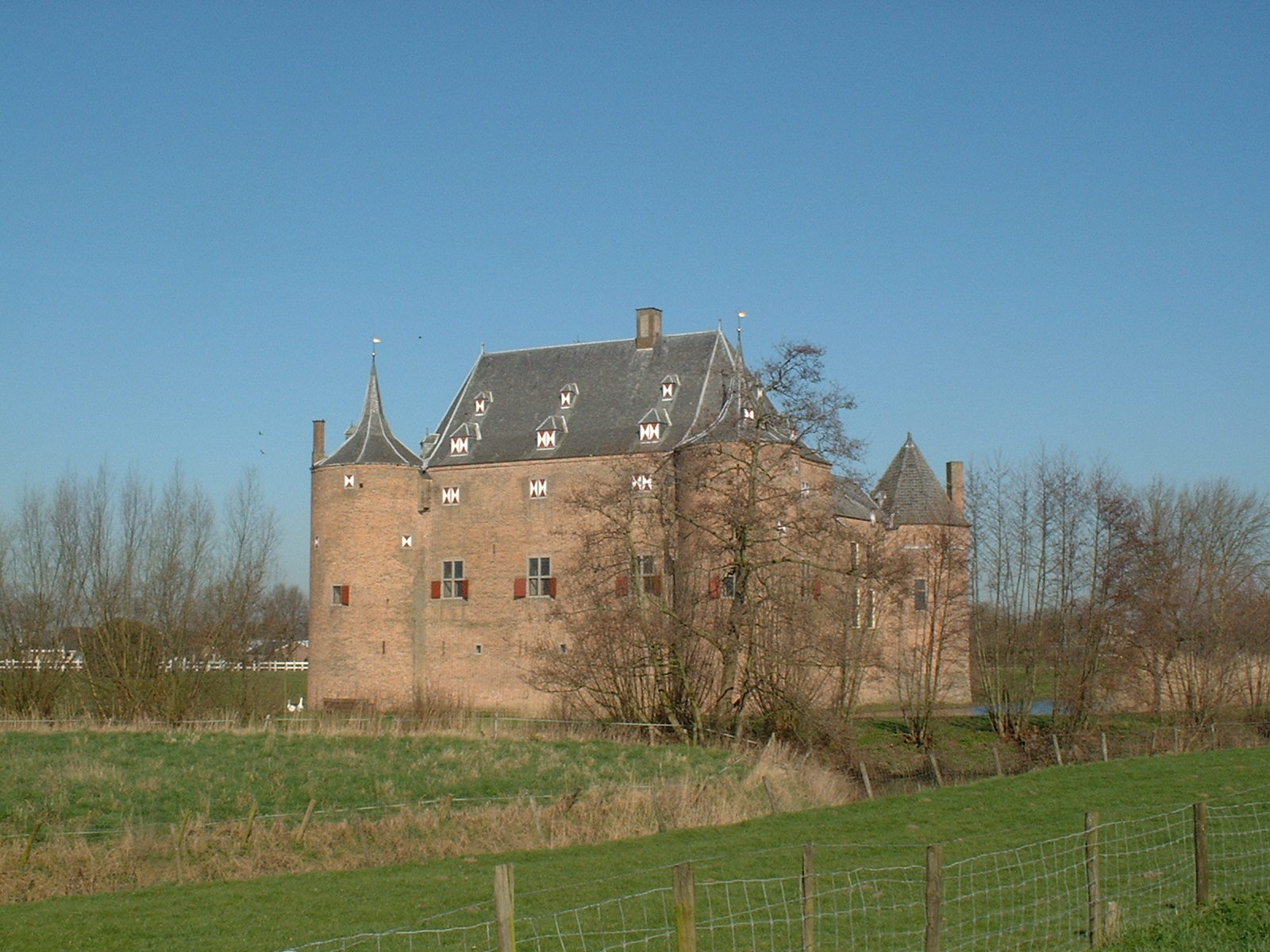
Zicht vanaf het zuidoosten. Op de voorgrond stroomt de Meersloot in de buitengracht
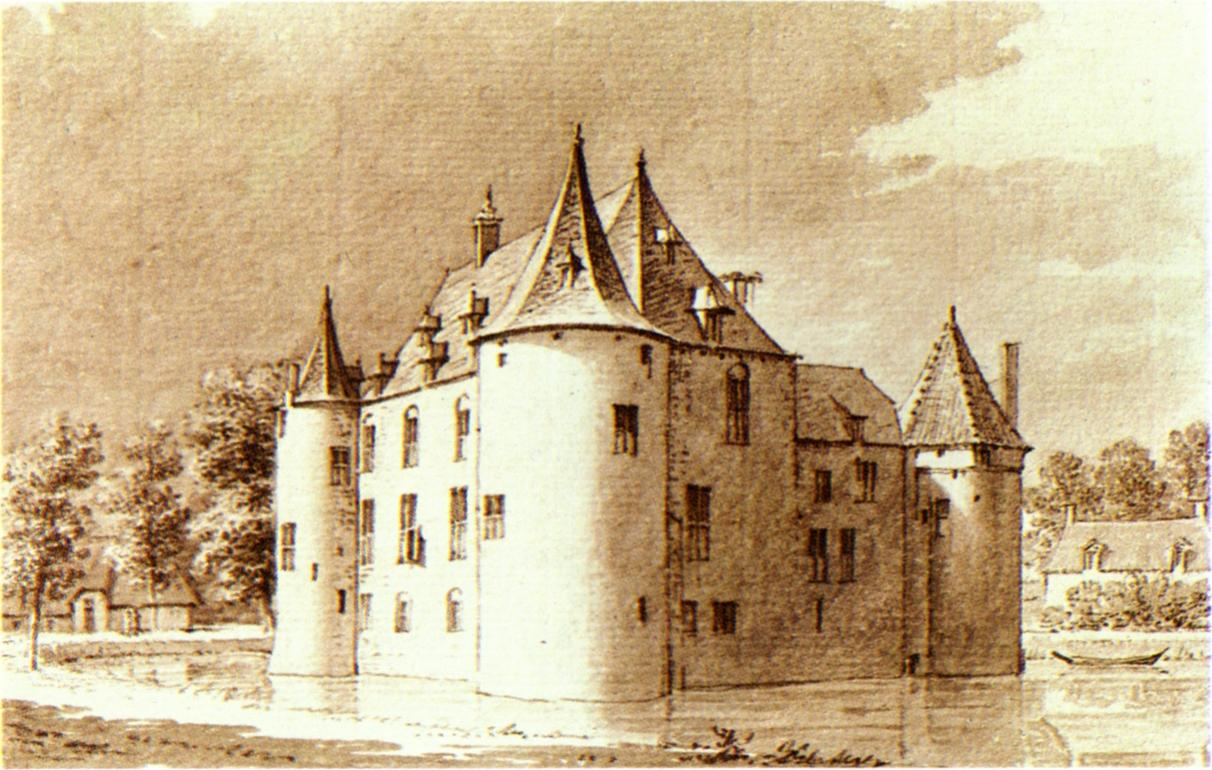
Ammersoyen omstreeks 1730 door Cornelis Pronk.
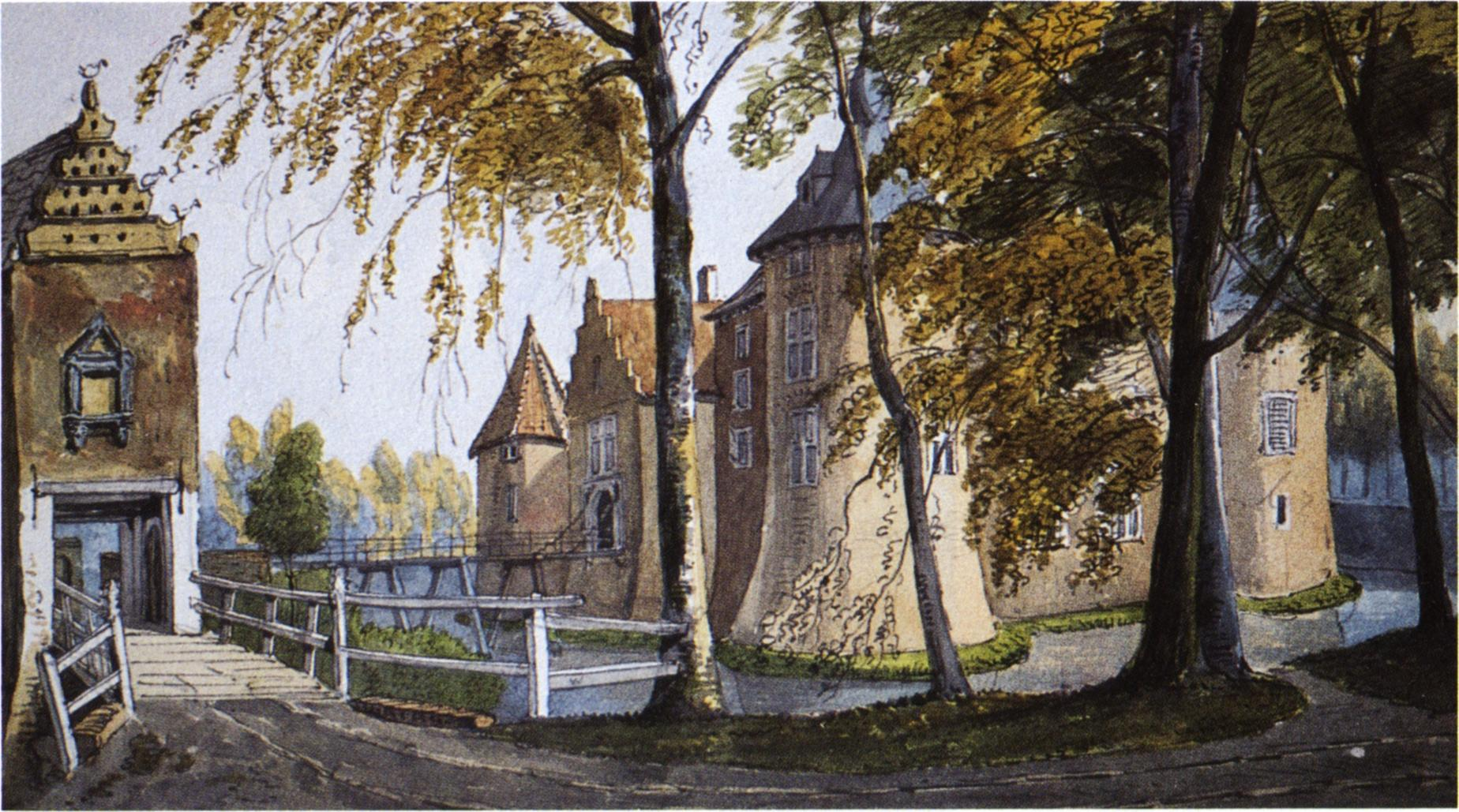
Ammersoyen 1832, door D.T. Gevers van Endegeest.

Ammersoyen · Buren · Emmerik · Erkelenz · Geldern · Grave · Groenlo · Grunsfoort · Hattem · Hatendonk · Kessel · Krieckenbeek · Lobith · Montfort · Nijmegen · Oijen · Poederoijen · Rosendael · Tiel · Wachtendonk · Wickrath
Aalst · Aardenburg · Acquoy · Aerdt · Agistaldaburg · Ahof · Aldenhaag · Aller · Ambe · Ammersoyen · Ampsen · Andelst · Angeroyen · Appelburg · Appelse walburg · Appeltern · Arler · Baak · Babberich · Baer · Baerle · Bakerbosch · Balgoij · Barlham · Batenburg · Beek · Beerenclaauw · Bemmel · Bevervoorde · Bergh · Biljoen · Bingerden · Blankenborg (Laren) · Blankenborg · Blauwe Huis · Blokhuis (Ravenswaaij) · Boelenham · Boetselaersborg · Borculo · Boswaai · Brakel · Den Brakel · Den Bramel · Bredevoort · Broekhuizen · Bronkhorst · Bruchem · Bruinhorst · Brunsberg · Bulkestein · Bunswaard · Burcht van Tiel · Buren · De Buurse · Byland · Byvanck · Caetshage · Camphuysen · De Cannenburch · de Cloese · Coldenhove · Culemborg · Dedinckweerd · Delwijnen · Didam · Diepenbroek · Hof te Dieren · Huis Dijck · Dikke Tinne · Doddendaal · Dodewaard · Doornenburg · Doornik · Doorwerth · Dooyenburg · Dorth · Doseburg · Drakenburg · Dreumel · Druten · Duivelshuis · Eerbeek · De Ehze · Elburg · Eldrik · Emmerik · Engelenburg · Groot Engelenburg · Engelrode · Enghuizen (Hummelo) · Enghuizen (Zevenaar) · Enspijk · De Essenburgh · Essenpas · Est · Fokkinck · Gameren · Geerestein · Geldermalsen · De Gelderse Toren · Geldersweerd · Gellicum · Gendt · Gennepestein · Glindhorst · Goudenstein · ‘s-Grevenhoef · Groot Hell · Groenlo · Groesbeek · Huis te Groesbeek · Grunsfoort · Gulden Spijker · Hackfort · Hackforts Veenhuis · Hagen · Hagevoort · Hamerden · Hanepol · Harreveld · Harslo · Hassink · Het Haveke · Hedel · Heeckeren · De Heegh · Hees · De Heest · Hellouw · Hemmen · Hernen · Motte van Hernen · Heumen · Heusden · Hoekelum · Hoekenburg · De Hoeve · De Hof · Hof d'Ooy · Hof van Arkel · Huis het Holt · Holthuis · Het Holtslag · Ter Horst · Houberg · St. Hubertus · Huissen · Hulhuizen · Hulkestein · Hulsen · Hunneschans bij De Duno · Hunneschans bij Uddel · Jonker Bloo · 't Joppe · De Kamp · Karssenberg · Kemnade · Keppel · Kermestein · Kernhem · Kervel · Kiefskamp · De Kinkelenburg · Klein Enghuizen · Kleverburg · Kortenhoeve · Laag Helbergen · Lakenburg · Landfort · Langen · Latenstein · De Lathmer · Lathum · Ter Lede · Leegpoel · Leemcuyl · Leeuwen · Leeuwenbergh · Lensenburg · Lent · Leur · Leuvenum · Leyenburg · Lichtenvoorde · Lievenstein · Loenen · Loevestein · Loil · Loowaard · Luynhorst · Hof te Maasbommel · Magerhorst · Malburgen · Malderburcht · Malsen · Manhorst · Marhulsen · De Marsch · Marveld · Mathena · Maurik · Medel · Medestein · 't Medler · Meinerswijk · De Mellard · Mensink · Mergelp · Meteren · 't Meyerink · Middachten · Millingen · Mussenberg · Nagelhorst · Nederhagen · Nederhemert · Neerijnen · Huis Neerijnen · De Nesch · Nettelhorst · Nieuwe Blokhuis ·  Nijburg · Nijenbeek · Old Putten · Notenstein · Nye Huis · Olde Spijker · Oldenaller · Oldenhof (Driel) · Oldenhof (Heteren) · De Ooij · Oolde · Oud Oolde · Oosterhout · Ophemert · Opijnen · Oud Ampsen · Oude Blokhuis · Het Oude Loo · Oude Voorst · Oudenborch · Oud-Wisch · Huis te Overasselt · Overeng · Overhagen · Overlaar · 't Oye · Palmestein · De Parck · Persingen · Plekenpol · Ploen · Pluimenburg · Poederoijen · Poelwijck · Poelwijk · De Pol (Dreumel) · Huis de Poll (Huis te Gietelo) · De Poll (Huissen) · Pollenbering · Pollenstein · Puttenstein · Het Raasink · Ravenhorst · De Rees · Ressen · Reuversweerd · Reygersfoort · Rhijnestein · Huis Rijswijk · Rode Toren · Roode Wald · Rosande · Rosendael · Rossum · Rumpt · Ruurlo · Rijsselt · Schadewijk · Schaffelaar · Scherpenzeel · Schoonbroek · Schoonderbeek · Schoonenburg · Schuilenburg · Schuilkerke · Hof te Seelbeek · Sevenaer I · Sevenaer II · Sinderen (Oude IJsselstreek) · Sinderen (Voorst) · Slangenburg · Sleeburg · Slimsijp · De Snor · Soelen · Spaansweerd · Spaldorp · Spijk · Staverden · Sterkenburg · Swanepol · Tarthorst · Teisterbant (Kerk-Avezaath) · Teisterbant (Kerkdriel) · Ter Dicke · Tolhuis · Tolhuis (Tiel) · Tollenburg · Tongerlo · Toren van Wely · Tuil · Ubbergen · Uilenburg (Ewijk) · Uilenburg (Heteren) · Ulenpas · Ulft · Upladen · Valburg · Valkhofburcht · Valkhofpalts · Vanenburg · Varik · Hof te Varsseveld · 't Velde · Velhorst · Verwolde · Vierakker · De Voorst · Voorstonden · Vorden · Vosbergen · Vredenburg · Vredestein (Driel) · Vredestein (Ravenswaaij) · Vuren · Waardenburg · Waddestein · Wadenoijen · Waede · Wageningen · Walfort · 't Waliën · De Wardt · Watergoor · Watermeerwijk · Wayenstein (Huis te Herwijnen) · Well (Huis van Malsen) · Weijenrade · Westenburg · Westerholt · Weurt · De Wiersse · Wijenburg (Echteld) · De Wildenborch · De Wildt · Wilp · Wilperhorst · Winssen · Wisch · Wychen · Wolfswaard · Woolbeek · Yrst · IJzendoorn · Zeeland · Zilveren Spijker · Zuilichem · Zwaluwenburg · Zwanenburg (Heerde) · Zwanenburg (Megchelen)